# Iar Connacht
Connacht Occidental (en irlandés: Iarthar Chonnachta; irlandés moderno: Iar Connacht) era un reino de Irlanda gaélica, asociado geográficamente con el actual Condado de Galway, particularmente el área conocida como Connemara. El reino constituyó el núcleo ancestral de los Uí Briúin Seóla, una de las estirpes de los Connachta y otros grupos menores gaélicos, como los Delbhna Tir Dha Locha y los Conmhaícne Mara. Existió a partir de 1051, después de que los Ó Conchobhair, reyes de Connacht, desplazaran a los Ó Flaithbheartaigh al oeste del Lough Corrib, desde su territorio original de Maigh Seóla. Iar Connacht sería un estado subordinado de Connacht, hasta el siglo XIII, cuando alcanzaría una mayor independencia.
Galway fue gobernado desde su fundación por los Ó Flaithbheartaigh de Iar Connacht, pero con la expansión de los Clanricarde Burke, una familia normanda, fue capturado en 1232. Alrededor de esta época, gran parte de Connacht cayó en poder de los Burke. La oligarquía normanda de Galway alcanzaría más tarde un estatus cuasi-independiente para sus negocios, pero siempre bajo la amenaza de ser reconquistados por los Ó Flaithbheartaigh, particularmente durante los siglos XIV y XV. Los normandos colocaron en la puerta de la ciudad una señal que decía "De los feroces O'Flahertys, oh Señor, líbranos".

## Historia

### Túathcostero de Connacht
Iar Connacht (Connacht occidental) apareció como tal en los años 1050, durante el reinado de Amhalgaidh mac Cathal, de los Ó Flaithbheartaigh. Este clan pertenecía a los Connachta, específicamente a la dinastía de Uí Briúin Seóla y era conocido también como los Muintir Murchada, afirmando descender de Murchadh mac Maenach. Fueron reyes de Maigh Seóla desde el siglo IX, la llanura situada al este del Lough Corrib (Tuam y Athenry hasta Maree) y debían lealtad a los reyes de Connacht. Maigh Seóla era una tierra rica y fértil y durante el reinado de Áed en Gai Bernaig hubo un conflicto por ella, entre los reyes de Connacht y los Muintir Murchada. Los Ó Conchobhair vencieron en la contienda y los descendientes posteriores de Amhalgaidh mac Cathal se desplazaron gradualmente al oeste de Lough Corrib a Iar Connacht, en lo que actualmente es conocido como Connemara.
Antes de los acontecimientos mencionados, las tierras al oeste de Lough Corrib estaban ocupadas por los Delbhna Tir Dha Locha y los Conmhaícne Mara, que eran dos grupos distintos de los Connachta en general. Los Delbhna estaban bajo los Mac Con Raoi y los Conmhaícne Mara bajo los Ó Cadhla. Estos pueblos quedaron posteriormente incluidos en el nuevo Iar Connacht bajo los Ó Flaithbheartaigh. Pese a formar parte de Connacht, el túatha continuó teniendo problemas con los Reyes de Connacht, como el caso de Aedh Ua Flaithbheartaigh que fue muerto en 1079 por Ruaidrí na Saide Buide. Ruaidrí era hijo adoptivo de Flaithbertaigh Ua Flaithbertaigh y en un golpe político, Flaithbertaigh conquistó el trono de Connacht en 1092–1095, habiendo cegado a Ruaidrí. Flaithbertaigh fue derrocado y asesinado por los familiares de Ruaidrí Ó Conchobhair.
Con el ascenso de fuerzas políticas en Munster al sur; concretamente los Mac Cárthaigh de Eóganachta y los Ó Briain de Dál gCais en Thomond, las tensiones entre Ó Conchobhair y Ó Flaithbheartaigh se enfriaron un poco. Iar Connacht padeció varias invasiones significativas de Munster en estos años, incluyendo durante el reinado de Conchobhar Ua Flaithbheartaigh que fue el primer Gobernador de Dun Gallimhe (Galway) y murió allí en 1132 defendiendo el fuerte de Cormac Mac Carthaigh. Su sucesor, Ruaidhri Ua Flaithbheartaigh, también fue asesinado en 1145 después de una invasión de Munster. Hacia finales del siglo XII, se produjo una lucha en Iar Connacht entre lo Ó Flaithbheartaigh; Conchubhar Ua Flaithbheartaigh (leal a los Ó Conchobhair) fue asesinado por su hermano Ruadhri Ua Flaithbertaigh (aliado de Ó Briain). Cathal Crobhdearg arrestó a este Ruadhrí en 1197.

### Relaciones con los normandos
Las consecuencias de estas disputas tendría consecuencias imprevistas para los gaélicos de Connacht. Hasta este momento, los Normandos no había tenido mucho éxito en Connacht, pero en su disputa con su hermano, Cathal Carragh Ua Conchobair, el rey de Connacht Cathal Crobhdearg Ua Conchobair buscó el apoyo de los Mac Cárthaigh de Desmond y también de William de Burgh, un caballero normando originario de Burgh Castle, Norfolk. Inicialmente fue un éxito tras la muerte de Cathal Carragh en una batalla en los montes Curlew durante 1202. Sin embargo, mientras permanecían en Cong, el ambicioso normando exigió un elevado precio por sus servicios y, frustrado, conspiró con los hijos de Ruadhri Ua Flaithbertaigh para matar a Cathal Crobhdearg. Este complot fue desmantelado, pero marcó el inicio del conflicto entre Burke y Connacht en los años venideros.
En 1315, la familia Joyce se asentó en parte de Iar Connacht. Eran de origen normando y Thomas de Jorse llegó a Irlanda vía Gales como seguidor de los Fitzgerald. Inicialmente, se enlazaron por matrimonio con los Ó Briain de Thomond pero el hijo mayor de Thomas, Edmond "MacMara" Joyce se casó una hija del Rey de Iar Connacht. Algunos miembros de esta familia se gaelizaron y el área de Iar Connacht que habitaban se convirtió en Dúiche Sheoighe.

## Legado
Pese a que técnicamente cayó bajo la égida del reino de Irlanda y del Imperio británico hacia finales del siglo XVI, la lengua y las costumbres gaélicas mantendrían su vigencia en Iar Connacht por mucho tiempo. Aún en 1759, Edward Willes, el Barón Jefe del Exchequer irlandés, fue citado hablando de la zona que estaba aún «habitada por los antiguos irlandeses, que aún no han sido hechos dóciles a las leyes. Ningún sheriff osa ir allí para ejecutar cualquier proceso».
Desde mediados del siglo XIX, la mayoría de Iar Chonnachta ha sido generalmente llamó Connemara en gran parte debido a la emergente industria turística de la época. Actualmente, Connemara es geográficamente el más grande Gaeltacht de Irlanda, donde la lengua irlandesa continúa siendo utilizada como lengua comunitaria.

## Diócesis de Annaghdown

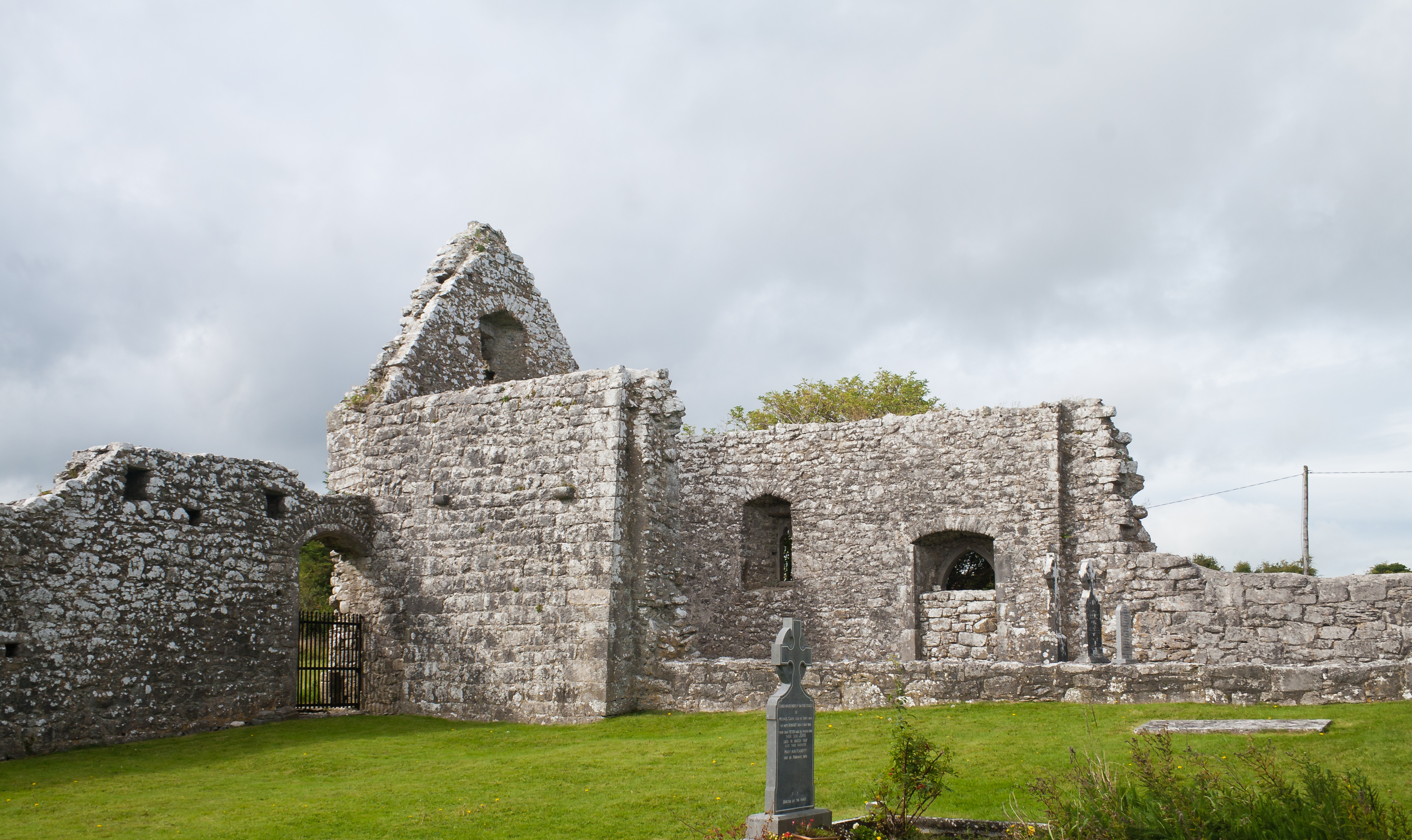
Las ruinas de Annaghdown Abadía, el centro religioso de Iar Connacht.

La religión predominante a nivel oficial en Iar Connacht era el catolicismo. El territorio de Iar Connacht estuvo asociado con la Diócesis de Annaghdown bajo el Obispo de Annaghdown, creada en 1179. No fue mencionada en el Sínodo de Ráth Breasail casi setenta años antes, donde sí que se menciona la breve y firmemente influida por los Ó Conchobhair Diócesis de Cong, basada en el convento agustino de Cong Abbey, (famosa por la 3).

## Lista de reyes

### Reyes de Maigh Seóla (posteriormente Uí Briúin Seóla)
- Donn mac Cumasgach, murió 752
- Maelan mac Cathmogha, murió 848
- Murchadh mac Maenach, murió 891
- Urchadh mac Murchadh, murió 943
- Donnchadh mac Urchadh, murió 959
- Brian mac Maelruanaidh, murió 959
- Muireadhach ua Flaithbheartach, murió 1034
- Murchadh Un Chapail Ua Flaithbheartaigh, murió 1036
- Cathal mac Ruaidhri, murió 1043
- Amhalgaidh mac Cathal, cegó 1051 (muerto 1075)

### Reyes de Iar Connacht
- Cathal mac Tigernán, murió 1059
- Rúaidhri Ua Flaithbheartaigh, murió 1061
- Aedh Ua Flaithbheartaigh, murió 1079
- Mac meic Aedh Ua Flaithbheartaigh, murió 1091
- Flaithbertaigh Ua Flaithbertaigh, murió 1098
- Brian Ua Flaithbertaigh, murió 1117
- Muireadhach Ua Flaithbheartaigh, murió 1121
- Conchobhar Ua Flaithbheartaigh, murió 1132
- Ruaidhri Ua Flaithbheartaigh, murió 1145
- Áedh Ua Flaithbheartaigh, murió 1178
- Conchubhar Ua Flaithbheartaigh, murió 1186
- Ruadhri Ua Flaithbertaigh, vivo 1197
- Murtough Ua Flaithbertaigh, murió 1204
- Rudhraighe Ó Flaithbheartaigh, fl. 1214 (Brian, el hijo de Rory O'Flaherty, el hijo del Señor del oeste Connaught, murió.)
- Áedh Mór Ó Flaithbheartaigh, murió 1236
- Morogh Ó Flaithbheartaigh, fl. 1244
- Ruaidhri Ó Flaithbheartaigh, fl. 1256@–1273

### Taoiseach de Iar Connacht
- Brian Ó Flaithbheartaigh, murió 1377.
- Áedh Ó Flaithbheartaigh, c. 1377–1407; construyó la iglesia en Annaghdown
- Domnell mac Áedh Ó Flaithbheartaigh – 1410. Donnell, el hijo de Hugh O'Flaherty, Señor de Connaught occidental, muerto por los hijos de Brian O'Flaherty, en una reunión de su gente.
- 1417. Rory, el hijo de Murrough O'Flaherty; Rory, el hijo de Dermot Duv O'Flaherty, y dieciséis otros de O'Flahertys, se ahogaron en la bahía de Umallia.
- Murchad mac Brian Ó Flaithbheartaigh – 1419. Murchad Hijo de Brian O Flaithbertaig, rey de Connacht occidental, murió este año.
- 1422. Donnell Finn O'Flaherty muerto por los hijos de Donnell O'Flaherty.
- 1439. Owen O'Flaherty fue traicioneramente asesinado en su propia cama por la noche, por un labrador de su gente.
- Gilla Dubh Ó Flaithbheartaigh– 1442. O'Flaherty, i.e. Gilladuv, el hijo de Brian, Señor Connaught  occidental murió.
- 1503. Teige Boirneach, Murrough y Mahon, dos hijos de Mahon O'Brien; Conor, el hijo de Brian, hijo de Murtough, hijo de Brian Roe; el hijo de O'Loughlin, i.e. Conor. El hijo de Rory, hijo de Ana; y Murtough, el hijo de Turlough, hijo de Murrough, hijo de Teige; fueron con Owen, el hijo de O'Flaherty, a Connaught occidental, con fuerzas numerosas, el mismo Owen habiéndoles reunido contra sus parientes (Rory Oge y Donnell de la Barca, dos hijos de O'Flaherty), que estaban acampados en Cael-shaile-ruadh, aguardándoles. Los O'Brien y Owen atacaron el campamento, y llevaron botines y saqueo. Los hijos de O'Flaherty y las personas del país les persiguieron ellos, de modo que una batalla fue luchada entre ellos, en la que los hijos de Mahon O'Brien y Owen O'Flaherty fueron muertos por los O'Flahertys.
- Áodh Ó Flaithbheartaigh, fl. 1538
- M1542.15. La tripulación de un barco largo llegó de Connaught occidental a Tirconnell, para saquear y robar. El lugar en el que se pusieron fue Reachrainn-Muintire-Birn, en Tir-Boghaine. Cuando Turlough, el hijo de Mac Sweeny de Tir-Boghaine, recibió noticias de esto, les atacó para que ninguno escapara y contara lo sucedido, excepto su jefe y capitán, por nombre, el hijo de O'Flaherty, a quien Mac Sweeny concedió protección y perdón; y le envió a casa seguro, fuera de su protección, a Conmaicne-mara.